# Китвара, Сэмми
Сэмми Кироп Китвара — кенийский легкоатлет, бегун на длинные дистанции. Пятикратный победитель 10-километрового пробега World's Best 10K.

## Достижения
На соревнованиях начал выступать в 2007 году. 16 июня 2007 года стал бронзовым призёром чемпионата Кении в беге на 10 000 метров. На следующий год на чемпионате Кении среди полицейских выиграл 5000 и 10 000 метров. Также, в 2008 году выиграл пробег Singelloop Utrecht и полумарафон в Рабате — 1:00.54.
Бронзовый призёр чемпионата мира по полумарафону 2010 года в личном первенстве. Чемпион мира по полумарафону 2010 года в командном первенстве. Выиграл Роттердамский полумарафон в 2009 году с рекордом трассы 58.58. Победитель полумарафона CPC Loop Den Haag в 2009 году. В 2010 году занял 2-е место на Лиссабонском полумарафоне с результатом 59.47.
14 апреля 2013 года стал бронзовым призёром Роттердамского марафона — 2:07.22. 13 октября 2013 года занял 3-е место на Чикагском марафоне, показав время 2:05.16.
23 февраля 2014 года занял 3-е место на Токийском марафоне с результатом 2:06.30. 7 сентября стал победителем полумарафона в Луанде — 1:00.24. 12 октября занял 2-е место на Чикагском марафоне, установив личный рекорд — 2:04.28.
1 марта 2015 года в пятый раз выиграл пробег World's Best 10K